# Templo griego
El templo griego (en griego antiguo ναός naós ‘templo’, diferente semánticamente al latín templum,-i) era una estructura construida para albergar la imagen de culto en la religión de la Antigua Grecia. Los templos en sí no solían servir como lugar de culto, ya que la veneración del dios, así como los sacrificios a él dedicados, se realizaban fuera de ellos. Los templos con frecuencia se usaban para almacenar ofrendas votivas. Era el tipo de construcción más importante y más extendido de la arquitectura griega. En los reinos helenísticos del sudoeste de Asia y del norte de África, los edificios erigidos para cumplir las funciones de un templo a menudo siguieron las normas arquitectónicas locales. Incluso allí donde sea visible una influencia griega, semejantes estructuras no son consideradas normalmente como templos griegos. Esto se aplica, por ejemplo, a los edificios griego-partos, los templos bactrianos o los edificios de tradición egipcia del Imperio Ptolemaico. El templo puede ser considerado la más lograda realización de la arquitectura griega. La codificación que, en la edad arcaica, fue desarrollada por la arquitectura de templos se convertirá, con el Helenismo, en el lenguaje universal del mundo mediterráneo.

## Características

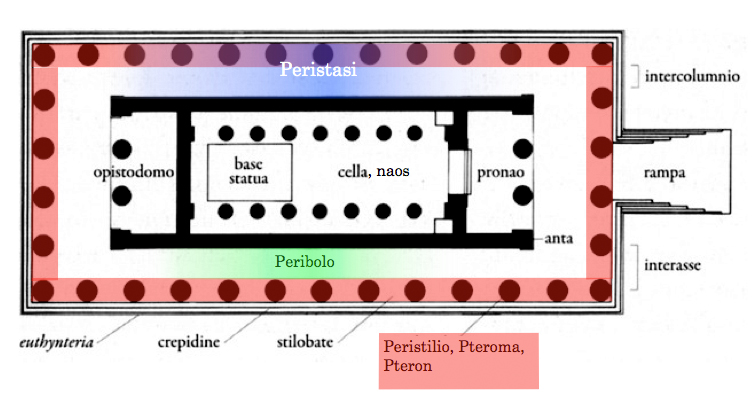
Esquema resumen de la nomenclatura del templo griego. En este caso un templo en doble anta, períptero (con columnas alrededor) y hexástilo (seis columnas al frente).

Los templos griegos se situaban en la zona sagrada de las ciudades-estados, junto a los santuarios. Se localizaban en un lugar diferente al teatro y a la zona civil, donde se encontraba el ágora. En este recinto sagrado o témenos se rendía culto a los dioses, las ceremonias y los peregrinajes. También podía albergar construcciones de uso práctico, como los «tesoros» (thesàuroi), que guardaban los regalos votivos —preciosos o incluso de terracota —ofrecidos por la ciudad o por simples ciudadanos, salas para los banquetes (hestiatoria) y pórticos (stoai). La entrada a la zona sagrada podía estar protegida por los propileos.
El auténtico edificio era para los griegos la casa del dios (oikos), ubicada en la cella (naos). Es conocido ahora como «nave». Esta albergaba la estatua de la divinidad, y el sacerdote era el único que tenía acceso. El culto se desarrollaba sobre un altar alzado frente al templo, pero siempre dentro del témenos.
La mayor parte de los templos griegos estaban orientados astronómicamente. El templo griego se orienta siempre este-oeste, con la entrada hacia el este. En esta peculiaridad se diferencia claramente de los templos romanos que, en lugar de ello, suelen orientarse norte-sur, puestos en lo alto de un podio al que se accede mediante una amplia escalinata al sur.
El crepidoma o krepis es la plataforma del templo, en ella el estilóbato es una base sobre el cual descansan los templos griegos, a partir de él se elevan las columnas y a su vez descansa en los estereóbatos, que son los escalones que dan altura al templo (cuyo número cambia dependiendo del orden del templo). El templo griego se diferencia de los posteriores templos romanos en que el griego no se eleva respecto al nivel del suelo sobre un alto podio, contando solo con escalinatas en cada extremo (los estereóbatos). 
Aunque los griegos conocían el arco utilizaban una arquitectura arquitrabada o adintelada con cubierta a dos aguas, por lo que en los lados menores de las fachadas formaban un triángulo llamado frontón. El espacio interior del frontón se llama tímpano y solía decorarse con esculturas.
En los templos griegos podían existir paredes en ocasiones, tales paredes podían estar formadas por pilastras o ser separaciones solo inducidas por la presencia de columnas. La disposición de las columnas determina la clasificación de los tipos de planta del templo griego, que ha sido transmitida por Vitruvio (De architectura, 3,2):

Tipología de los templos griegos.

- templo in antis: sobre la fachada se presentan dos columnas entre dos tramos de muro (ante) que prolongan por delante las paredes laterales de la cella o naos;
- anfitemplo «in antia» (o doblemente in antis; o en doble antis): es un templum in antis con el opistódomo en la parte diametralmente opuesta respecto al pronaos;
- templo próstilo: el frente de la cella presenta enfrente una columnata (prostoon);
- templo anfipróstilo: con columnata delante y atrás de la cella.
- templo díptero: el pórtico cuadrangular (peristilo) presenta, también en los lados largos, una doble fila de columnas.
- templo pseudodíptero: el peristilo presenta una sola fila de columnas, pero puesta a doble distancia respecto a los muros de la cella, es decir cuando el templo está rodeado por una columnata de amplitud de dos intercolumnios.
- templo períptero: la columnata (pteron) rodea los cuatro lados de la cella creando un pórtico cuadrangular (peristilo).
- templo pseudoperíptero: con columnas adosadas en los lados como semicolumnas o pilastras en los muros externos de la cella que podía de este modo ser realizada con mayor amplitud; tuvo una notable difusión en la época helenística y luego en la romana; esta última tipología fue citada por Vitruvio (De architectura, 4,8,6) entre las que consideraba anómalas. Vitruvio por otro lado no menciona la tipología del templo privado totalmente de columnata externa (oikos), que en su época estaba ya desapareciendo. Al templo sin columnas que lo rodeasen se le llama astilo.
- templo monóptero: cuando el templo tiene una forma circular y carece de cella.
- templo a tholos (o monóptero-períptero): cuando el templete circular está provisto de cella.

También se cita el templo hípetro (hypaethros), en el cual, por las dimensiones colosales que hacían imposible realizar la cubierta, la cella (o su nave central) resultaba descubierta, carente de techo. 
El espacio frente a la entrada a la cella toma el nombre de pronaos o prodromos, y normalmente estaba delimitado por columnas. El opistódomo era el espacio opuesto al pronaos en la parte trasera de la cella y podía o no tener comunicación con la naos. Cuando había otro espacio en la parte trasera de la cella (característica sobre todo de los templos dóricos en Sicilia), se habla entonces de ádyton.
El templo griego difiere de su equivalente romano en que la columnata forma con mayor frecuencia un peristilo alrededor de toda la estructura y no un mero pórtico en el frente. Según el número de las columnas presentes en la fachada del templo, este es definido como:
- áptero: sin columnas.
- dístilo: con dos columnas en el frente.
- tetrástilo: con cuatro columnas en el frente.
- hexástilo: con seis columnas; la mayoría de los templos griegos clásicos eran hexástilos.
- octástilo: con ocho columnas; un ejemplo es el Partenón.
- decástilo: con diez columnas.
- dodecástilo: con doce columnas.

Raro es el caso de un número de columnas impar que es un signo de arcaicidad como en el templo «enástilo» de Hera en Paestum o el «pentástilo» templo de Apolo en Termón, del siglo VII a. C. El número de las columnas laterales es proporcionado al de las columnas de la fachada, y puede ser igual al doble, el doble + 1, o el doble + 2: por ejemplo un templo hexástilo podía tener doce, o más frecuentemente trece o catorce columnas en los lados largos; raramente quince o dieciséis. 
Las columnatas se edificaban utilizando el sistema trilítico, esto es, «a tres piedras»: dos sostenes verticales y un elemento horizontal, que cubre el espacio entre las dos. A partir de esto se elaboran los diversos órdenes arquitectónicos, caracterizados por precisas relaciones de proporción entre los diversos elementos que lo componen. La columna, formada por capitel, fuste y eventualmente basa, tiene en lo alto un entablamento, compuesto por arquitrabe, friso y cornisa. Sobre los lados cortos, fachada anterior y posterior, el techo a dos aguas determina la presencia de un frontón, sobre el cual a su vez se apoyan – en los ángulos y en el vértice – esculturas decorativas generalmente en terracota pintada, las acroteras.
El templo griego se diseñaba y construía siguiendo normas firmes, cuyos puntos de referencia clave eran el diámetro inferior de las columnas o las medidas de los cimientos. El módulo era el diámetro del fuste de la columna en su base. A partir de esta unidad de medida se determinaba el tamaño de las columnas.
En cuanto a los materiales usados, se usó al principio el «poros», que podía ser un conglomerado o piedra arenisca. Ejemplo del uso de poros es el templo de Zeus en Olimpia, actualmente en ruinas. Luego se usó caliza dura. El mármol no se usó hasta mediados del siglo V a. C., pues ofrecía dificultades para trabajarlo. Mármol se empleó en el Partenón y en el templo de Apolo en Delfos.
Los refinamientos estéticos se separaban de la rigidez casi matemática de los principios de diseño. Contrariamente a lo que sigue creyéndose popularmente, los templos griegos estaban pintados con colores vivos (en rojo, azul y blanco). La policromía hacía resaltar el templo sobre el paisaje. La decoración de figuras era extremadamente rica, con relieves y estatuas en las metopas situadas alternándose con los triglifos en el friso justo abajo del frontón.

## Historia
En unos pocos siglos los griegos desarrollaron sus templos desde pequeños edificios de adobe del siglo IX a. C. y el siglo VIII a. C., hasta monumentales edificios con dobles salas de columnas del siglo VI a. C., que alcanzaban fácilmente los 20 m de altura sin contar el tejado. 

### Orígenes
Según Vitruvio (De architectura, 2,1,3) la estructura del templo griego procede de los antiguos edificios de arcilla y vigas de madera, inicialmente usados como habitación, cuya planta parece estar caracterizada por un acabado curvo, sustituida solo a finales del siglo VIII a. C. por plantas rectangulares.
Uno de los más antiguos ejemplos precedentes de las estructuras de templos está representado por una monumental tumba de Lefkandi, en la isla de Eubea, que se remonta a los inicios del siglo X a. C. Se trataba de un edificio de planta estrecha y alargada (10 x 45 m), rematada al fondo por un ábside, con paredes de arcilla y maderas protegidas por un amplio techo. El techo sobresalía por encima de las paredes, sostenido por una fila de 67 apoyos de madera exentos, que son el primer ejemplo de un peristilo. El edificio, subdividido internamente en tres vanos, fue utilizado para la rica sepultura de una pareja real y constituía quizás un heroon (esto es tumba-santuario de un jefe, considerado como un protector divino).
Otro ejemplo más reciente es la Cabaña de la playa de Eretria, una estructura descubierta bajo el templo de Apolo Dafnéforo, con una longitud de 35 m, aún rematado en ábside y con el techo sostenido por una fila de apoyos centrales, que se remonta a finales del siglo VIII a. C. Las últimas investigaciones han puesto en duda la función sagrada del Dafneforio de Eretria, viendo en él la morada de un wanax (soberano) local, en el interior de la cual se desarrollaban las prácticas rituales realizadas por el jefe de la comunidad. 
Un templo períptero dedicado a Artemisa, con el pronaos de planta semicircular con columnas de madera, ha sido recientemente descubierto cerca de Patrás (en Ano Mazaraki).
Mientras en la Grecia continental  parece haberse difundido la planta de ábside, en Creta se encuentran en el siglo VIII a. C. edificios de planta rectangular y con cubierta plana: entre los ejemplos más destacados está el templo A de Prinias (en torno al 625-620 a. C.), que carece de órdenes arquitectónicos y con decoraciones esculpidas, en el cual la presencia de un fuego interno recuerda la estructura micénica del megaron. En Asia Menor se erigieron a partir del siglo VIII a. C. los grandes templos de Samos y de Eretria.
El templo de Istmia, construido en la primera mitad del siglo VII a. C. y sede desde el año 582 a.  C. de los Juegos Ístmicos en honor a Poseidón, presenta una cella menos alargada (1:4) y un peristilo de 7 x 18 columnas. Los muros de la cella estaban construidos en opus quadratum con bloques regulares de piedra caliza. La cubierta del techo con tejas en terracota hizo necesaria la sustitución de los simples postes usados como apoyo con columnas. La cella estaba subdividida en el interior en dos naves por una fila de apoyos centrales. El uso de las tejas aún está atestiguado en el curso del mismo siglo en los santuarios de Peracora y de Delfos.
El templo del santuario de Apolo en Termo, en Etolia (alrededor del año 625 a. C., precedido por edificios más antiguos con planta absidiada), presentaba los muros de la cella en adobe, apoyados sobre una plataforma de piedra en la que quedaban trazas del apoyo de las columnas de madera del peristilo. La cella aún tenía dos naves y presentaba un profundo opistodomos en la parte posterior. Sus paredes externas estaban decoradas por un friso sobre lajas de terracota pintadas.

### Época clásica
Para el diseño recurrieron a los elementos decorativos constructivos específicos de distintos órdenes arquitectónicos, diferenciando inicialmente entre el dórico y el jónico, a los que desde finales del siglo III a. C. se unió el corintio. Se desarrolló una multitud de diferentes opciones de diseño, que se combinaban con los nuevos órdenes arquitectónicos. A partir de siglo III a. C. decayó la construcción de grandes templos, con un breve florecimiento a finales del siglo II a. C. para sucumbir casi completamente en el transcurso del siglo I a. C. Se volvió a acometer solo tareas menores de construcción, renovación de templos más antiguos o continuación para su finalización.
Los templos solían ser promovidos y financiados por las ciudades y por las administraciones de los santuarios, pero también algunos particulares, la mayoría de gobernantes helenísticos, los construyeron y poseyeron. Con el agotamiento de las fuentes de financiación del helenismo tardío y la incorporación de la cultura griega al Imperio romano, los funcionarios de la administración y los gobernantes aparecieron como nuevos clientes y finalizó la construcción de templos griegos. El resultado fueron los edificios que ahora forman parte de la arquitectura romana, que sirvieron a otros fines y tuvieron formas más desarrolladas.

## Templo dórico
A medida que los griegos se hicieron más adeptos a los edificios monumentales, los estilos arquitectónicos regionales cuajaron en los diversos órdenes hoy conocidos. El dórico y el jónico son considerados los estilos clásicos. El orden corintio se añade en el siglo V a. C. y el capitel compuesto aparece durante el período helenístico.

### Orígenes y su evolución

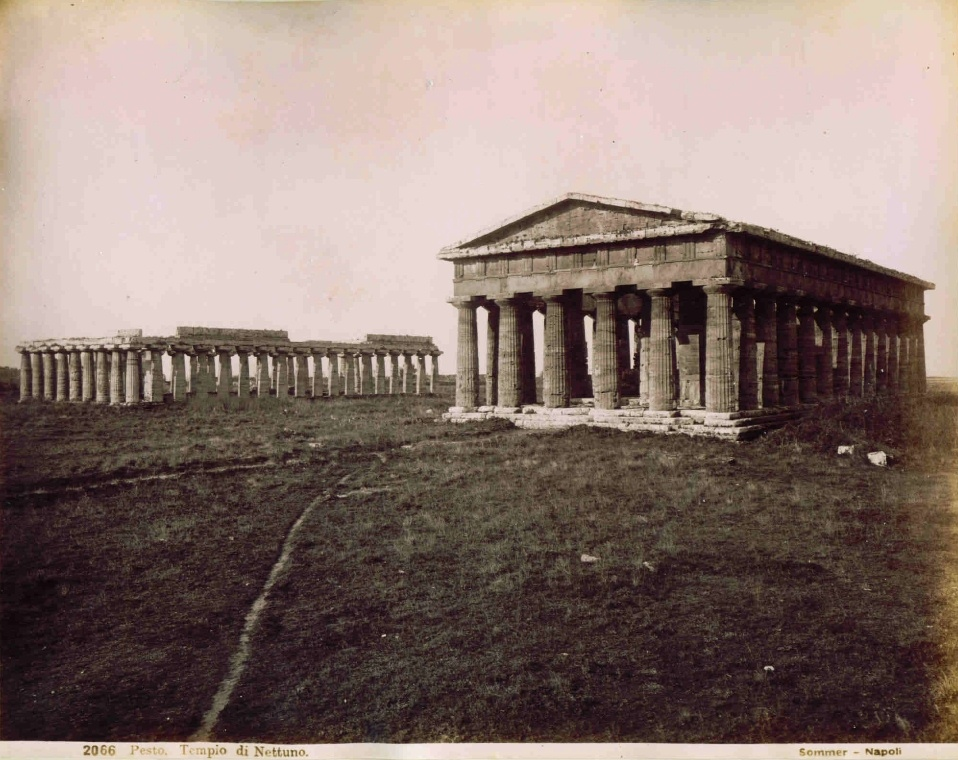
Paestum, Basílica y Templo de Neptuno
(Foto de Giorgio Sommer, 1834-1914).

El templo dórico es el prototipo de templo griego. Después de un largo período de desarrollo en los períodos geométrico y orientalizante, el templo dórico aparece en su forma canónica en el siglo VII a. C. y se difundió por todo el mundo griego en los siglos siguientes. Sus dimensiones y proporciones son, en general, equilibradas y armoniosas. El origen se encuentra en las construcciones en madera, que la piedra pretende imitar. Por ejemplo los triglifos parecen derivar de la cabecera de las vigas de la cubierta, mientras que las metopas no serían otra cosa que la evolución de los paños de cierre entre una viga y la otra. Esto quedaría confirmado incluso por la posición de los triglifos, puestos en el eje de cada columna y de ahí que sea lógico desde el punto de vista estructural; así como las gotas situadas por debajo de los triglifos, no representarían otra cosa que las cabezas de los clavos originales.
Los orígenes del orden dórico en la arquitectura de madera están también confirmados por fuentes literarias como Pausanias, que cuando describe el antiguo templo de Hera en Olimpia menciona aún columnas de madera, que fueron progresivamente sustituidas por columnas de piedra.
Uno de los primeros templos, que se encuentra entre el período arcaico y el clásico del arte griego, es el templo de Afea, uno de los tres templos del triángulo sagrado del Partenón, Sunión y Afea en Egina. Data del final del siglo VI a. C. o principios del siglo V a. C. El templo dedicado a Poseidón en el cabo Sunión, se erigió sobre las ruinas de un templo que se remontaba al período arcaico; fue construido en 444-440 a. C..

### Características del templo dórico

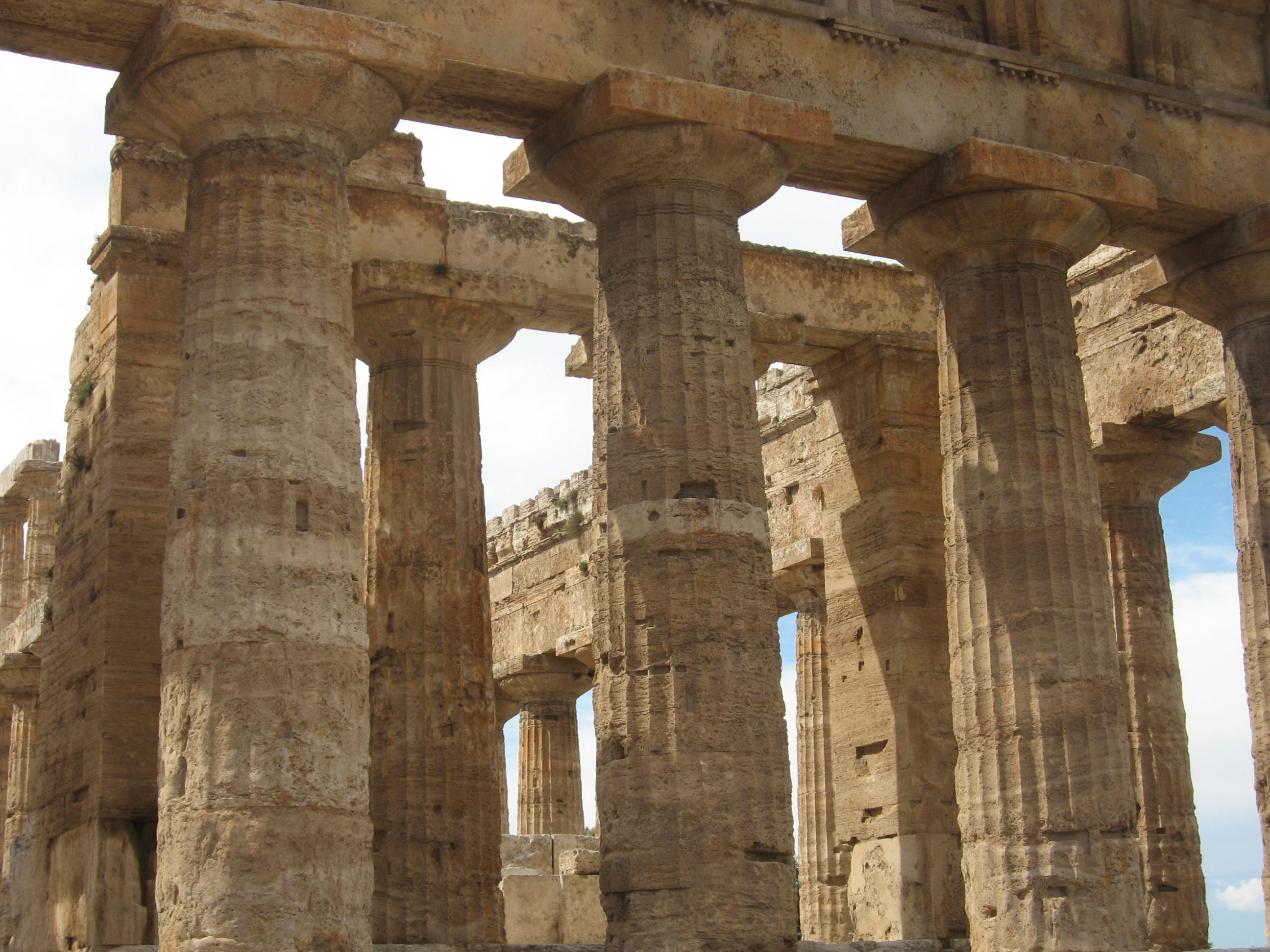
El templo griego: una arquitectura donde el interior interactúa con el exterior.

El concepto que está en la base del templo griego, y que se encuentra de manera particular en el templo dórico, es la relación existente entre el elemento divino y el humano que continuamente interaccionan. La religión griega es muy diferente de la oriental (por ejemplo entre los egipcios), donde lo divino está claramente separado de lo humano, el interior de un templo es el privilegio de una restringida casta sacerdotal e incluso la arquitectura resulta imponente y «pesada», propia de una divinidad inalcanzable que se encuentra en las alturas y todo lo domina. El diferente concepto religioso que tenían los griegos se descubre en la construcción arquitectónica del templo griego que es estrechamente funcional en su concepto de relación con lo divino.
El templo griego es construido por el pueblo. Acudía al templo, participaba en las procesiones que se desarrollaban en el peristilo del templo en torno a la cella. Así como las divinidades olímpicas estaban presentes entre los seres humanos e interactuaban con ellos interfiriendo en sus vicisitudes, del mismo modo el templo es una construcción que al mismo tiempo está abierta y cerrada, donde el interior interactúa con el exterior y el exterior con el interior. El peristilo se encuentra cubierto pero es un lugar abierto al exterior: la luz entra en el interior del templo, y desde el exterior se captan las sombras y la oscuridad internas; en este juego un papel fundamental que desempeñan las formas de las columnas, sus acanaladuras, la relación entre las columnas y los intervalos, las proporciones generales del edificio.

#### Elementos peculiares

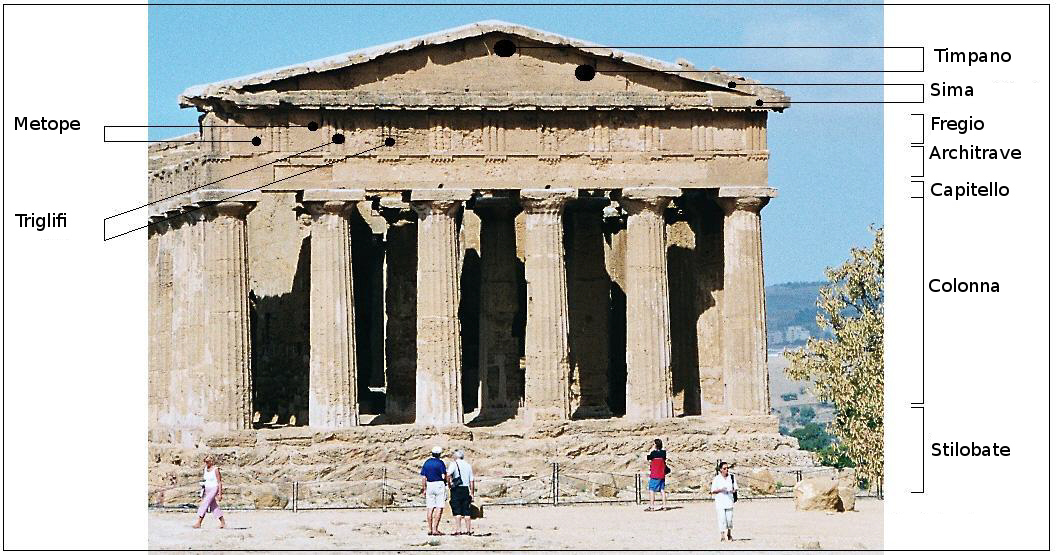
Los principales elementos arquitectónicos en un templo dórico
(Agrigento, templo de la Concordia)

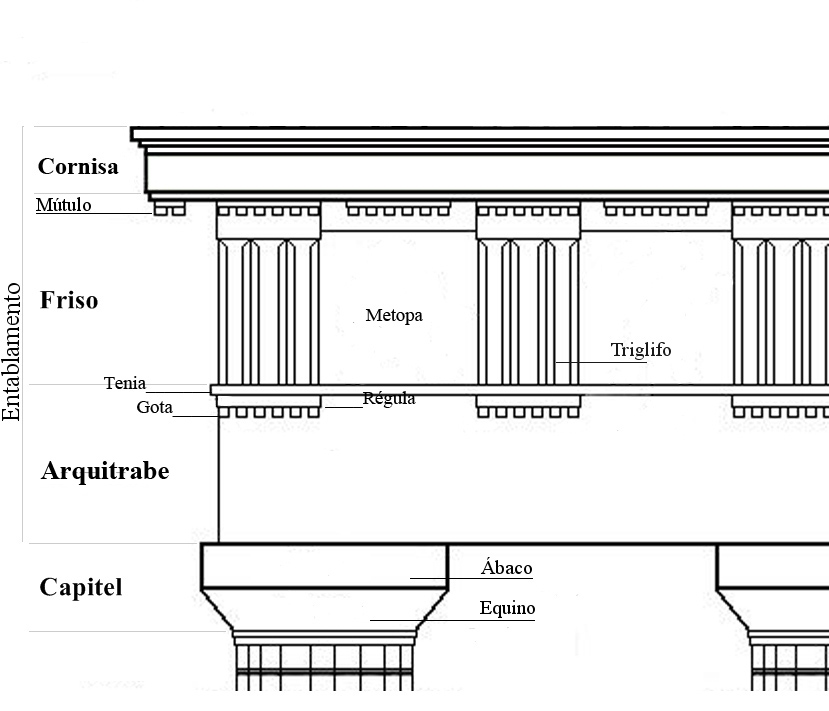
Orden arquitectónico dórico

La estructura es simple. La planta es rectangular. La rodea una columnata que sostiene el tejado a dos aguas. Otra columnata, en el interior, rodea la cella.
Elementos característicos del dórico son:
- la columna (stylos):
  - carece de basa, a diferencia de los otros estilos que sí poseen una, apoyándose directamente en el estilóbato;
  - es más bien maciza, poco esbelta y se estrecha levemente pero en modo regular (conicidad);
  - presenta además un leve abultamiento alrededor de un tercio de la altura llamada éntasis;
  - su fuste está formado por bloques cilíndricos superpuestos uno sobre otro llamados tambores, aunque al principio las columnas se construían en un solo bloque (templo de Apolo en Corinto del siglo VI a. C.);[4]
  - tiene entre 16 y 20 estrías con aristas afiladas; estas acanaladuras se ejecutaban solo después de haber superpuesto los tambores;
- el capitel, en lo alto, está formado por collarino, equino y ábaco cuadrado;[3]
- el entablamento está formado por tres fajas: 
  - el arquitrabe, liso, formado por una fila de grandes bloques puestos sin solución de continuidad sobre las columnas;
  - el friso decorativo tiene la misma altura y longitud que el arquitrabe; está dividido en paneles llamados metopas, lisas o decoradas, que primitivamente servían para tapar los huecos entre las vigas; las metopas están separadas por triglifos, elementos estriados, que imitan las cabezas de las vigas transversales en las construcciones en madera;[3] de los triglifos cuelgan gottae, pequeños elementos decorativos de forma cilíndrica o tronco-cónica;
  - la cornisa saliente, con pequeños taquitos o mútulos.[3]

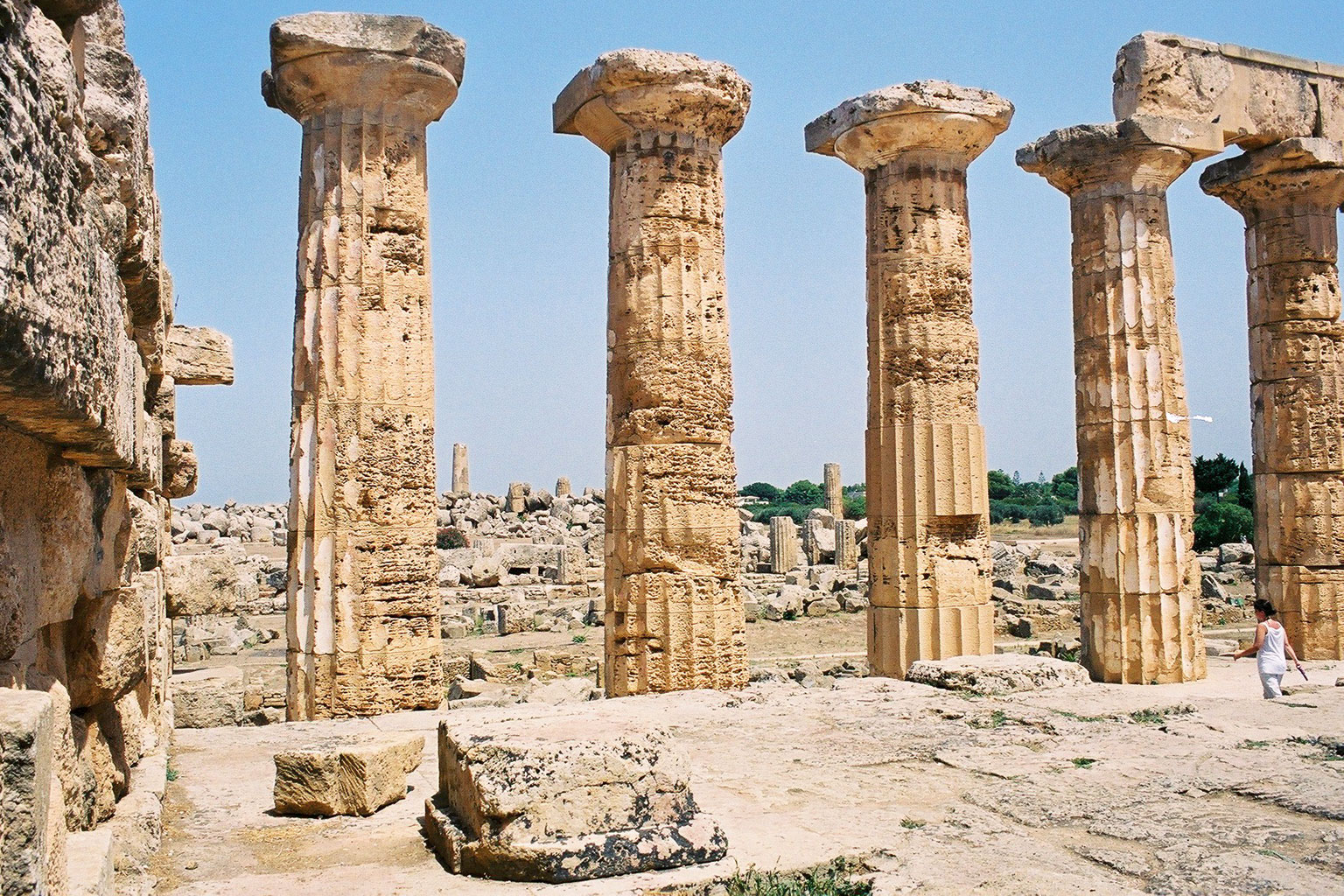
Restos de estucado sobre las columnas del templo E en Selinunte.

- la cubierta estaba sostenida por vigas de madera y muestra, tanto en la fachada anterior como en la posterior, frontones triangulares, formados por una cornisa que sobresale y encuadra una superficie muraria triangular llamada tímpano y que solía estar adornado con esculturas; la cornisa está formada por: un elemento horizontal (ghèison horizontale) decorado sobre la superficie inferior tablillas (mutuli) adornadas por filas de guttae; y de otros dos elementos inclunados convergentes con una parte más sobresaliente (ghèison oblicuo o sima) en los cuales se apoyaban las tejas de la cubierta del techo y que estaban recubiertos por terracotas decorativas pintadas.

Ha de recordarse, en fin, que parte integrante del templo dórico era todo el aparato decorativo. Aunque en general se ha perdido por completo, en el curso de las excavaciones de los templos siempre se encuentran numerosos fragmentos o parte de ellos, permitiendo bastante a menudo identificar así la divinidad que se veneraba allí. El aparato decorativo consistía en:

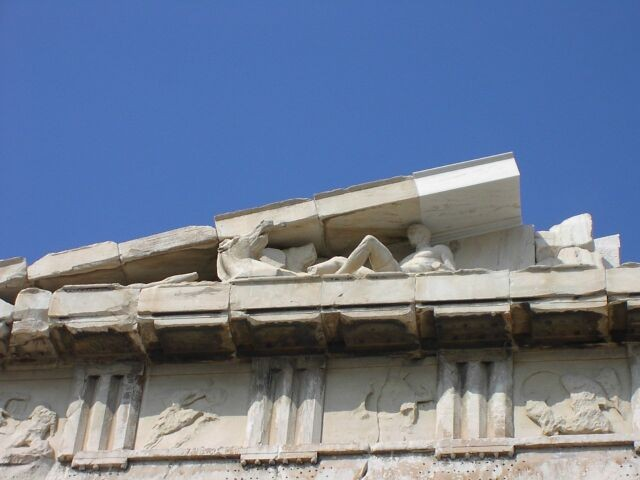
Restos de la decoración de metopas en el friso y escultórica en el frontón del Partenón.

- un fino enlucido blanco que cubría toda la arquitectura, desde las columnas hasta el entablamento, y que se pintaba con motivos geométricos de diversos colores (restos de esto se pueden reconocer sobre las columnas del templo E en Selinunte); se usó el azul en los triglifos, el rojo en el fondo de las metopas y planos dorados.[4]
- las metopas que decoraban el friso, normalmente pintadas (todo perdido), más raramente en relieve (famosas son las del Hereo en la desembocadura del Sele en Paestum, y aquellas de los templos C, D y E de Selinunte) que representaban personajes y episodios míticos referentes a la divinidad venerada en el templo;
- los grupos de estatuas en mármol o bronce colocadas ordenadamente en el interior del frontón, con las esculturas más altas situadas hacia el centro, con otras más pequeñas a los lados y las más diminutas, en los ángulos del frontón;
- las terracotas arquitectónicas (gárgolas como prótomos leoninos, antefijo con gorgonèion, acroteras, kalypter hegemòn, etc.) también pintados con vivos colores, que decoraban los bordes del techo (ghéison) y sus esquinas.

#### Armonía del templo dórico

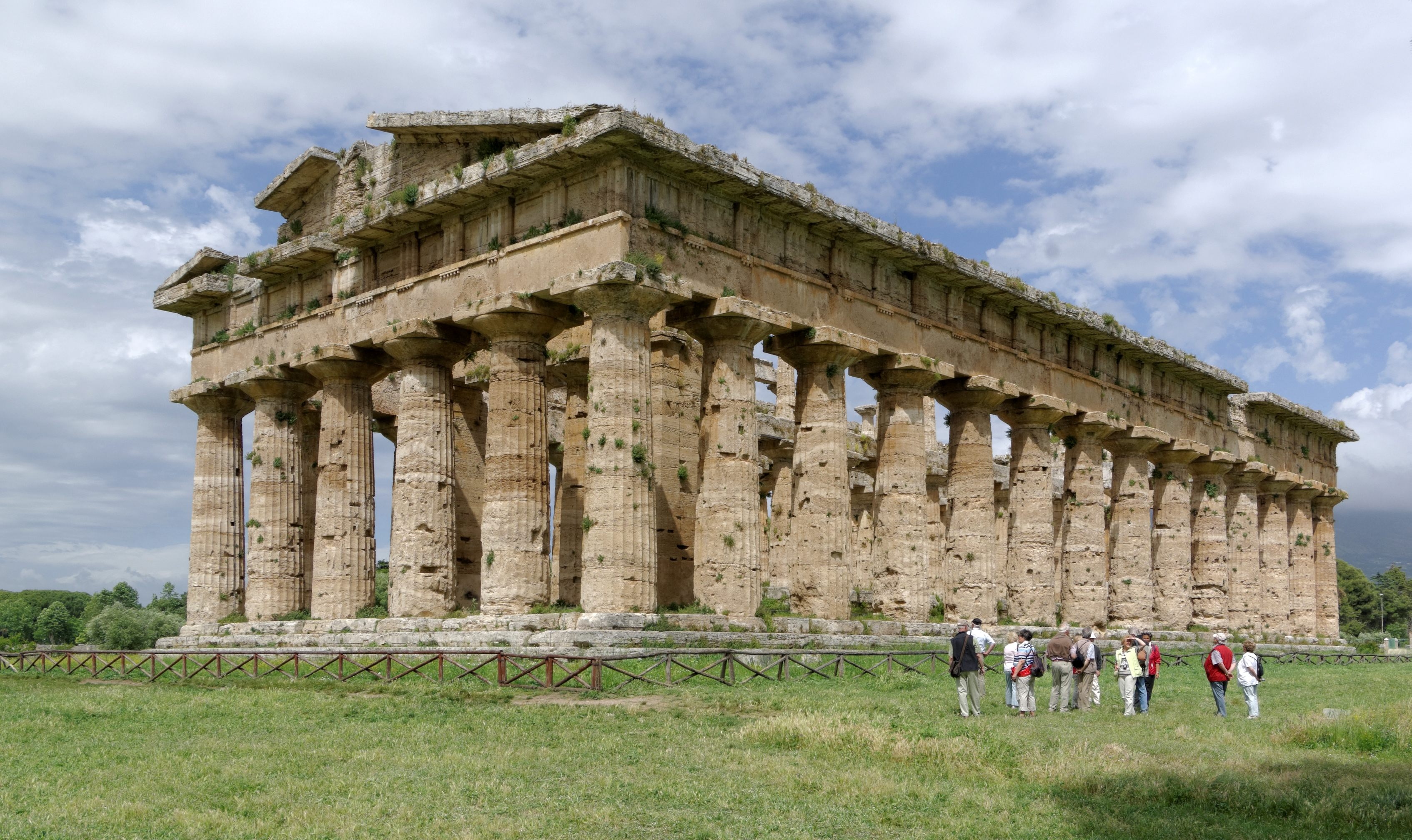
Un ejemplo clásico de armonía:
el templo de Neptuno eb Paestum. (450 a. C.)

Independientemente de la procedencia o de la cultura de las personas, o de los conocimientos histórico-artísticos que posean, la vista de un templo dórico se recibe instintivamente por todos como algo extraordinario y bello; y no solo por las dimensiones imponentes del templo. Esta sensación se debe a la armonía intrínseca que posee el orden dórico y que deriva en gran medida de las dimensiones de sus elementos y de la relación existente entre las diversas partes arquitectónicas. Hay una búsqueda del equilibrio proporcionado entre lo vertical y lo horizontal, entre lo llenó y el vacío.
Entre los espacios llenos y los espacios vacíos en el templo dórico se crea tal equivalencia a la hora de crear una unidad estructural que los espacios vacíos adquieren un valor parejo a los ocupados, convirtiéndose así en elementos arquitectónicos. «Los dos elementos, esto es, lo lleno y lo vacío, son ahora inescindibles, así como inescindibles son en un texto musical las notas y los silencios...» (Mario Napoli).
El templo dórico se construye enteramente sobre el módulo. El módulo es la media del diámetro de la columna en la base. El módulo puede también ser la medida del intercolumnio, esto es del espacio existente entre dos columnas en el frente del templo. El módulo se convierte en el metro sobre el que se construye todo en el templo.
- La altura de la columna es 4 o 5 veces el módulo.
- La columna es 3 veces la altura del entablamento.
- El entablamento es 1/3 de la columna y tiene la misma altura que el frontón.
- El arquitrabe y el friso son cada uno 1/6 de la altura de la columna.
- El frontón tiene la misma altura del entablamento y de la base, y es 1/3 de la altura de la columna.
- La base del templo con las gradas es la mitad del entablamento, esto es, debería ser la misma altura del arquitrabe o del friso.[9]
- La relación entre longitud y anchura del templo es en general de 1:2 (esto es la largura es el doble de la anchura), alcanzándose de esta manera una mayor armonía allí donde la anchura del frente es de 2/5 de la largura (como en el caso del templo de Neptuno en Paestum).

El orden dórico no es constante. Aunque los principios esenciales de la armonía se encuentran ínsitos en los templos dóricos más antiguos, la perfección clásica no pudo alcanzarse sino de manera progresiva gracias a un continuo ajuste de las incongruencias y a la puntual y sistemática corrección de los defectos que encontraban. Y esto se encuentra tanto en los elementos arquitectónicos singulares como en los edificios en su complejo (véase más abajo «Templos dóricos de la Magna Grecia»). 
El problema de la busca de una armonía que se dé también en las proporciones entre los lados largo y corto de un templo dórico se encuentra en los ejemplos más antiguos de Selinunte, donde los templos C y F resultan aún relativamente estrechos y un tanto alargados (el templo C presenta incluso 6 x 17 columnas).
De esta búsqueda obsesiva de la armonía forman parte también:
- la conicidad de las columnas, esto es su progresivo estrechamiento hacia lo alto;
- la presencia a lo largo de todo el fuste de acanaladuras con aristas agudas que, creando juegos de luces y de sombras, dan corporeidad a la columna; las acanaladuras - que sugieren los pliegues de un peplum - pueden tener mayor o menor anchura, de ahí que el número aumente o disminuya, creando así efectos diversos;
- el éntasis, esto es, el leve abombamiento de la columna a alrededor de 1/3 de su altura es una forma de enfatizar su función estructural, como si se deformase visiblemente bajo el peso de la estructura arquitectónica;
- los continuos y diversos intentos emprendidos en el curso de los siglos y en los diversos lugares para resolver el problema de la posición del triglifo angular respecto a la columna.

#### Correcciones ópticas
Aun cuando en plena época clásica se alcanzó la perfección en la arquitectura del templo dórico, la sola precisión matemática aplicada a los elementos arquitectónicos no bastó a los griegos, que tenían en gran consideración la perfección visual del templo, para lo cual aplicaron una serie de imperceptibles correcciones ópticas para que resultara perfecta no solo la arquitectura sino también el aspecto de la misma.
Estas correcciones ópticas que se descubren al medir los elementos arquitectónicos son:
- éntasis de las columnas, con lo que se aminora el efecto de concavidad de las columnas de lados rectos.
- desigual distancia de los intercolumnios, siendo mayor entre las columnas de entrada a la cella, y más reducida en las columnas laterales.
- curvaturas del entablamento y del estilóbato hacia arriba, para evitar el efecto de pandeo, de vencimiento por el centro.
- inclinación de las columnas hacia adentro para impedir la sensación de caída y crear el llamado efecto piramidal.
- mayor anchura de las columnas de los ángulos, anulando cualquier presión de debilidad en ese punto.

### Templos dóricos en laMagna GreciaySicilia

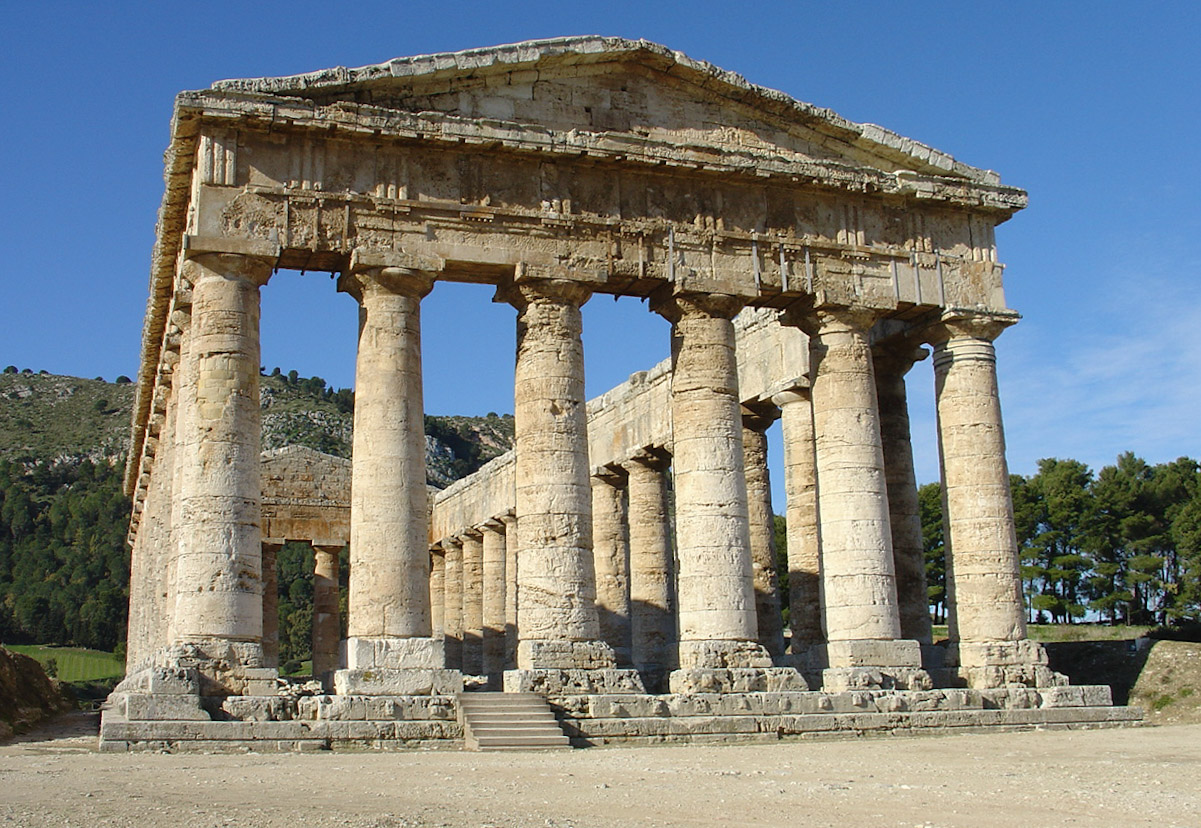
En Segesta, un templo dórico incompleto.

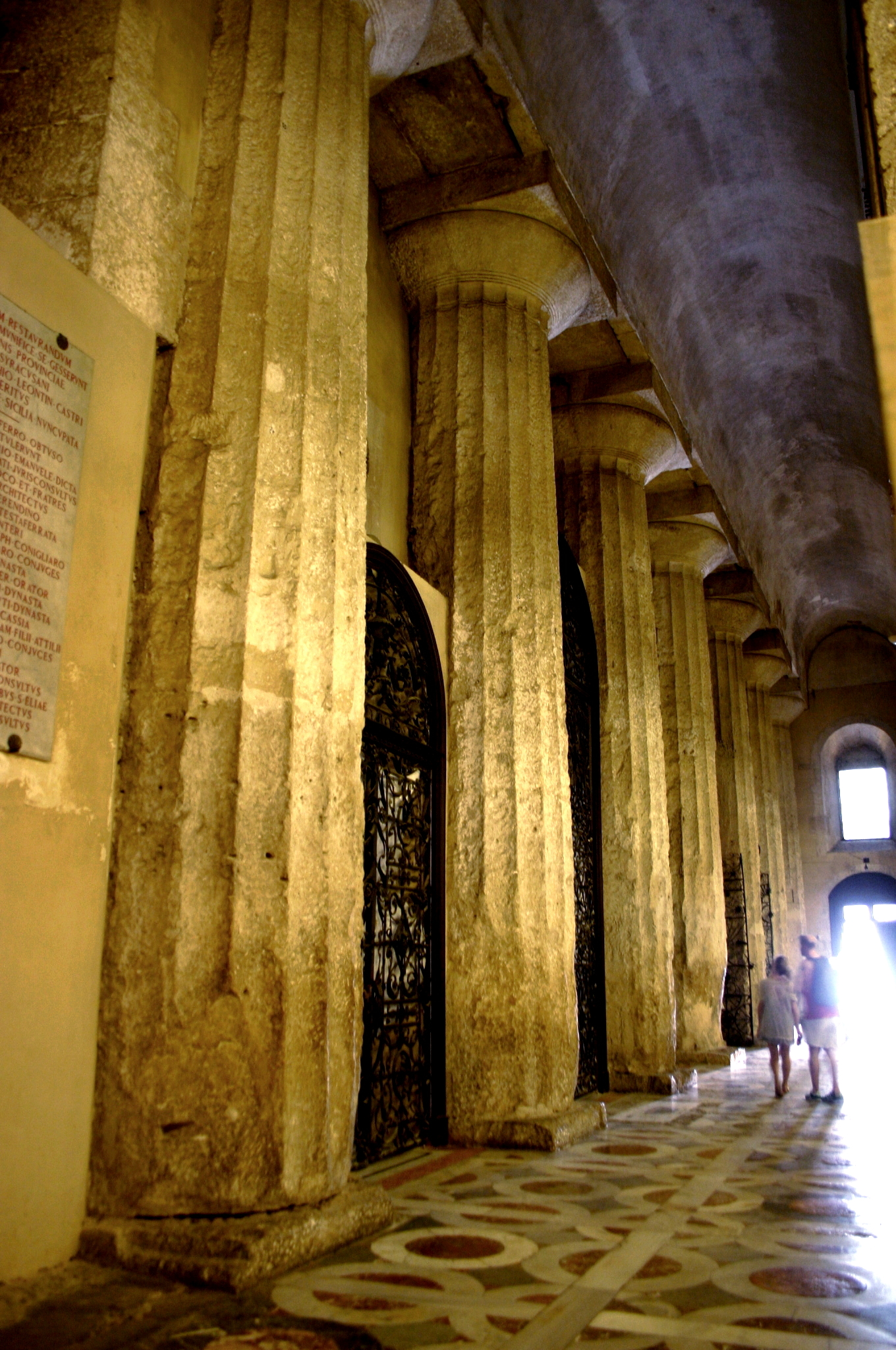
Catedral de Siracusa (interior, nave derecha)

Este modelo de templo dórico se encuentra no solo en la Grecia continental y sus islas sino que, cuando la colonización griega se extendió hacia el Oeste, llegó a la Magna Grecia. 
Entre los templos dóricos que se pueden encontrar en la Italia meridional cabe citar el templo de Deméter, la basílica o templo de Hera (h. 550 a. C.) y el templo de Poseidón en Paestum. En concreto, el templo de Hera, llamado «Basílica», es de los más antiguos y presenta rasgos arcaizantes: una cella con dos naves, un número impar de columnas en el frente, éntasis y una conicidad muy acentuadas en las columnas y capiteles muy aplanados. La evolución del templo dórico se puede seguir en Paestum comparando sobre todo la forma de los capiteles de los templos llamados «Basílica», «de Deméter» o «Ceres» y «de Hera», llamado «de Neptuno», además de la forma de sus columnas y la planta de los templos. Los de Paestum son los templos dóricos mejor conservados, especialmente los llamados «de Neptuno» y «de Ceres». Este último, además, presenta una peculiaridad estilística: su peristilo es dórico, mientras que en el interior las columnas del pronaos son ya de estilo jónico.
En Sicilia se encuentra el templo de Apolo en Ortigia, uno de los más antiguos, como revelan las columnas monolíticas. En la isla destaca el conjunto del Valle de los Templos (Agrigento) donde se encuentran los templos de mayores dimensiones. El templo de Zeus Olímpico tiene 113 x 56 m, con columnas de 14 a 19 metros de alto, de 4,30 m de diámetro. En el Valle de los Templos se encuentra también el templo F o el llamado de la Concordia (h. 430 a. C.), uno de los templos clásicos griegos mejor conservados, manteniendo casi todo el peristilo y el entablamento; destacan también el de Hera y el Heracles. 
Además, hay templos en Selinunte: destacan el templo E (siglo V a. C.) dedicado a Hera y el templo G. Este último es de grandes dimensiones: 113 x 54 m, con columnas de 16 metros de alto y 3,40 de diámetro y, además, al prolongarse su construcción durante 120 años, presenta un dórico arcaico en la fachada oriental, mientras que hacia el oeste es un dórico clásico. 
También hay restos en Segesta. Allí se encuentra el «templo inacabado» (h. 430 a. C.), un pseudo-templo dórico (incompleto), donde las columnas no presentan acanaladuras y en el interior del templo no hay ninguna cella, mientras los bloques del basamento presentan aún las protuberancias que servían para su elevación y puesta en obra.
Ejemplos de templos dóricos transformados en iglesias cristianas, son reconocibles en el interior de la catedral de Siracusa (templo de Atenea) y en la fachada de la catedral de Gela.
Se pueden contemplar templos dóricos reducidos a imponentes cúmulos de ruinas en Selinunte y Agrigento, destruidos por los cartagineses (409-406 a. C.) o por terremotos sufridos en época bizantina (siglo VI a. C. al IX).

### El templo más importante
El estilo dórico alcanza su plenitud en el Partenón situado en la acrópolis de Atenas, «creación cimera de la historia de la arquitectura». Es el ejemplo más importante de edificio dedicado a templo en orden dórico, aunque con proporciones que se acercan al jónico. está dedicado a la diosa Atenea y puede considerarse el templo griego más conocido. A pesar de sus enormes dimensiones, tiene las proporciones perfectas de la correspondencia entre las diversas partes y el todo. El equilibrio y las relaciones modulares que constituyen la geometría de base no son aplicadas rígidamente, sino que se encuentran también diversas correcciones ópticas en las columnas y en el estilóbato.
Sus fiestas se celebraban en él y a su alrededor cada año. El Partenón influyó fuertemente sobre la arquitectura romana. Después de que los romanos conquistasen Grecia, muchos turistas del país vencedor fueron a ver los templos griegos, y el Partenón pronto se convirtió en uno de los destinos turísticos más populares de Grecia. 
Bajo la acrópolis de Atenas se encuentra el templo de Hefesto, conocido durante mucho tiempo como «Templo de Teseo» (449-444 a. C.), el templo griego mejor conservado desde la antigüedad.

## Templo jónico

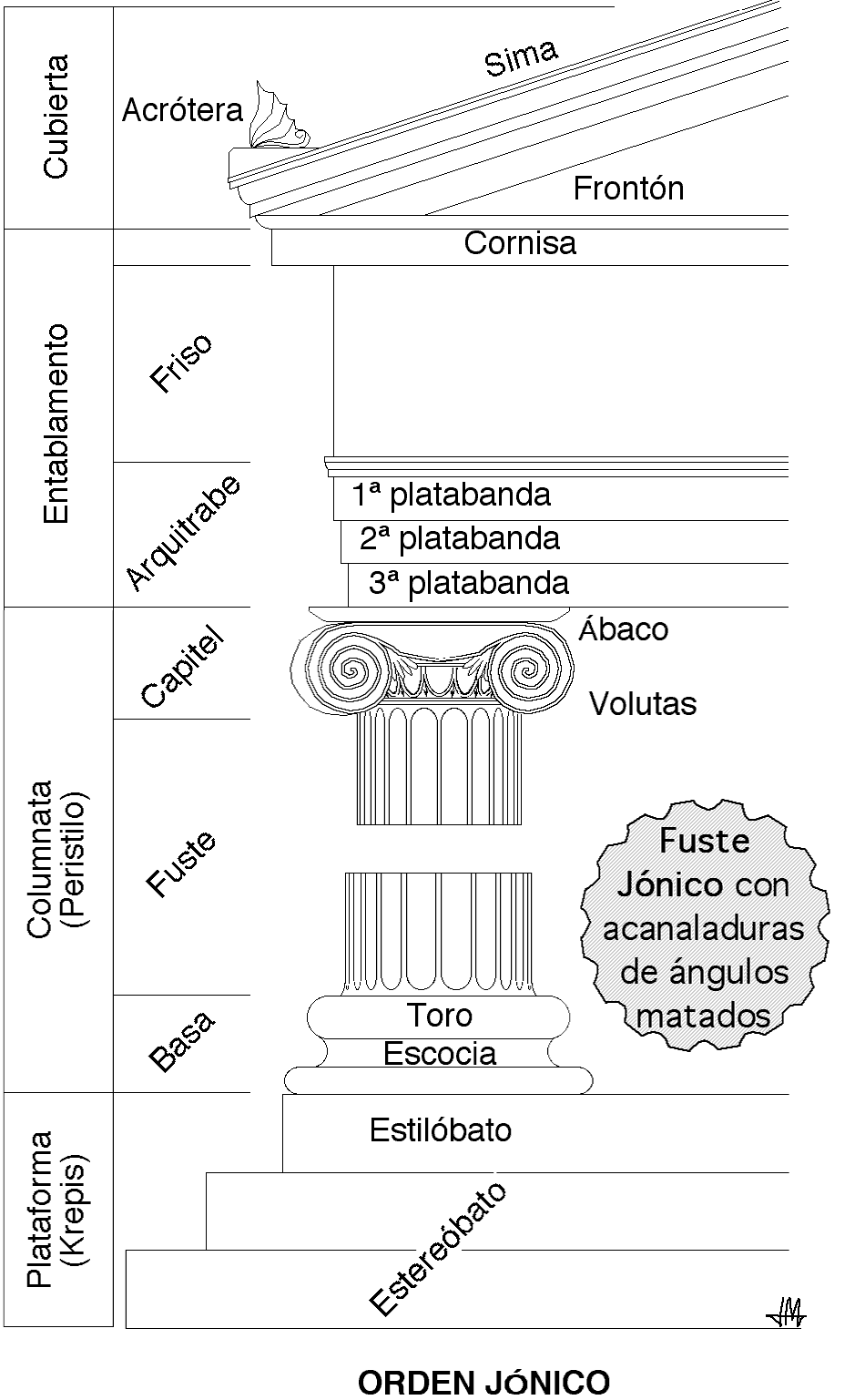
Orden arquitectónico jónico.

La aparición del templo jónico, el más antiguo de los cuales parece que fue el Hereo de Samos, se puede datar en torno a la mitad del siglo VI a. C. Es originario de Asia Menor. Además de la forma, más ligera y fina que la del templo dórico, se caracteriza por algunos elementos innovadores:
- la columna es más esbelta y fina que la dórica, tiene basa, formada por dos toros separados por una gola o escocia;[3] tiene numerosas estrías y aristas descantilladas.
- el capitel, inspirado por modelos eólicos, está formado por un elemento que se enrosca formando volutas en espiral, encuadrando el equino, y el ábaco es más fino.[3]
- el arquitrabe está subdividido horizontalmente en tres fajas (platabandas), cada una de ellas sobresale hacia el exterior respecto a la inferior, y está coronada en lo alto por molduras.
- el entablamento tiene un friso corrido de decoración continua y esculpido con bajorrelieves.
- la cornisa: decorada con formas recortadas.

Ejemplos de los templos jónicos, testimoniados sobre todo en las ciudades griegas de Asia Menor, son el Templo de Atenea Niké sobre la Acrópolis, el templo de Artemisa en Éfeso, el de Atenea Políade en Priene, y el gigantesco templo de Apolo en Dídima, cerca de Mileto, de época helenística.

## Templo corintio

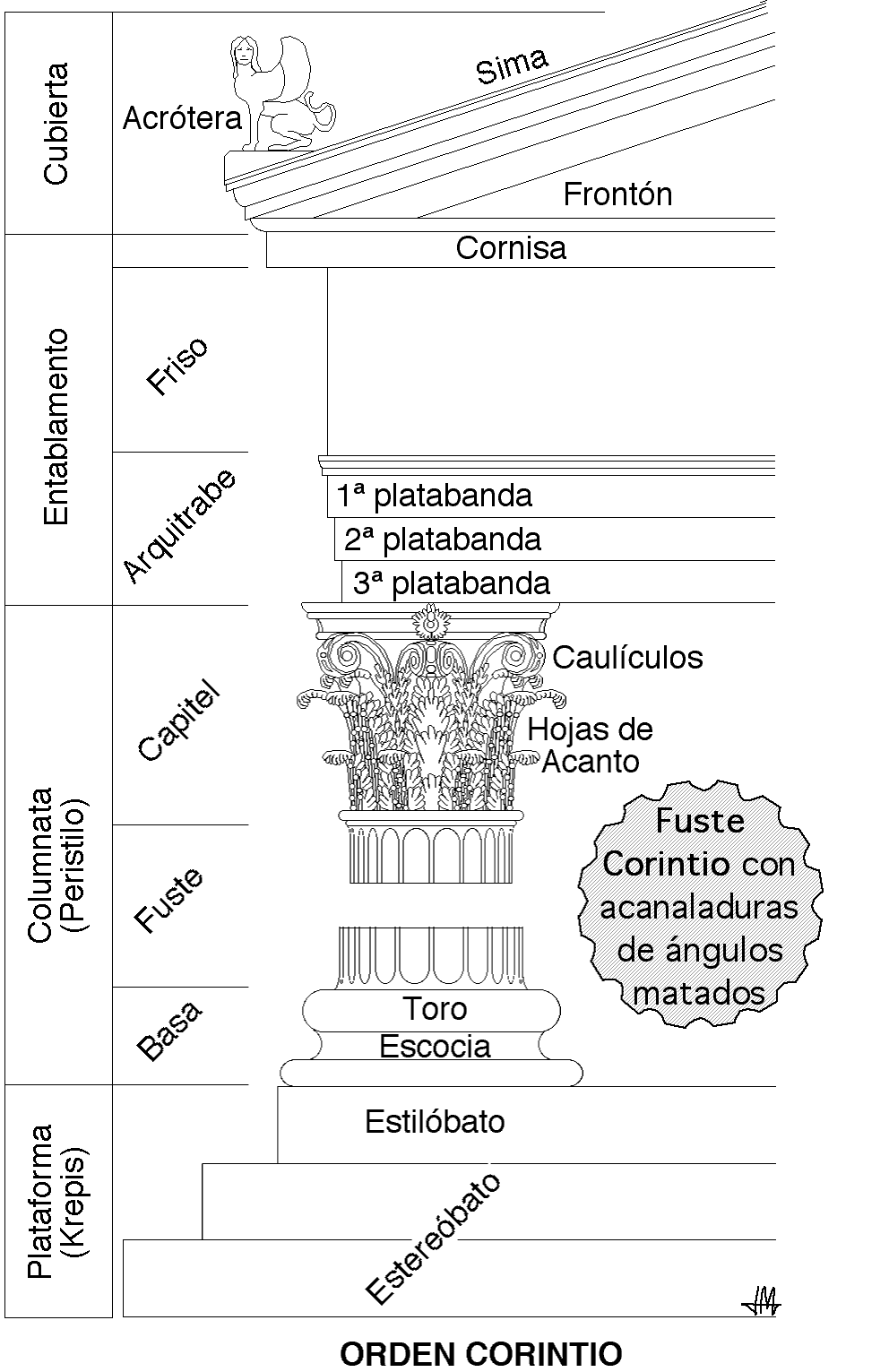
Orden arquitectónico corintio.

La estructura del templo corintio no es distinto del jónico, salvo por el capitel, decorado con hojas de acanto, y también por la base de la columna, diferente de la jónica. El capitel está formado por dos cuerpos, el inferior con doble fila de hojas de acanto y unos caulículos o tallitos que surgen entre estas hojas y se enroscan en los ángulos y centros. El ábaco es curvo y más fino. La leyenda dice que el escultor griego Calímaco se inspiró casualmente en un cesto que encontró cerca de una tumba. El cesto, dejado por algunos familiares del difunto, estaba cerrado en lo alto de una piedra cuadrada (una especie de ábaco) y por debajo de él había crecido una planta de acanto, cuyas hojas florecían en torno al cesto. La base de las columnas puede ser ulteriormente realzada mediante el uso de un plinto.
El nuevo follaje del capitel aparece aisladamente ya a finales del siglo V a. C.en el templo de Apolo Epicurio en Bassae (h. 450 a. C.). En el siglo IV a. C. encontramos el corintio adoptado en el tholos de Epidauro y en el Filipeo de Olimpia. Edificios de templos enteramente corintios se encuentran solo en la época helenística y tendrían una enorme difusión en la arquitectura romana.

## El orden compuesto
El orden compuesto, muy tardío, une las hojas de acanto propias del capitel corintio con las volutas propias del orden jónico.